# Patronato Nacional de Turismo
El Patronato Nacional de Turismo fue un organismo español creado en 1928, durante la dictadura de Primo de Rivera, cuyas funciones estaban encaminadas a estimular el turismo interior y atraer el turismo extranjero. Disuelto tras la proclamación de la Segunda República en abril de 1931, fue restablecido en diciembre de 1931, y desapareció definitivamente con el inicio de la guerra civil.

## Historia

### Antecedentes
En el reinado de Alfonso XIII y siendo ministro de Fomento el Conde de Romanones, se crea la Comisión Nacional de Turismo.
El fin principal de este organismo era dar a conocer a los extranjeros el Patrimonio Español recogiendo así el camino abierto por los turistas que recorrieron y descubrieron al mundo la imagen de España en la segunda mitad del siglo XIX, desde el pintor Édouard Manet (Spanish Singer, Mlle. Victorina in the costume of a matador) o el escritor Pierre Jules Théophile Gautier (Voyage en Espagne -1843) y su antecesor en el tiempo Washington Irving (Cuentos de la Alhambra).
En 1911 la Comisaría Regia de Turismo continúa el trabajo de la Comisión Nacional, y restaura museos y monumentos.
En 1928 se inaugura el Parador Nacional de Turismo de la Sierra de Gredos.

### Creación del Patronato Nacional del Turismo
El Patronato Nacional de Turismo fue creado mediante decreto de 25 de abril de 1928. Hasta la fecha de proclamación de la Segunda República, desempeñaron el cargo de presidente del ente Alberto de Borbón y Castellví, Juan Antonio Güell y López y Valentín Menéndez San Juan.
Se abren más Paradores de Turismo y Hosterías, además se crean los Albergues de carretera, más modestos que los paradores y cuyo fin era servir para hacer una alto en el viaje, en vez de una estancia más dilatada, y en el mismo año, 1928, se hace un concurso para su construcción que ganan los arquitectos Carlos Arniches y Martín Domínguez. El Patronato se mantiene como tal hasta 1936.
Su idea y su actividad vuelven a aparecer en España con la creación de la Dirección General de Turismo, dependiendo del Ministerio de Información y Turismo desde 1951, que se va a mantener hasta su distribución competencial a las diferentes autonomías

### Fechas
- Los orígenes: Comisión Nacional (1905-1911)
- Comisaría regia (1911-1928)
- Patronato Nacional del Turismo (1928-1936)[3]
- Dirección General de Turismo, creada en 1938. 
  - Inicio (1938-1951)
- Pasa a depender del Ministerio de Información y Turismo:
  - Desarrollo (1951-1973)
  - Final e integración progresiva en las competencias autonómicas a partir de 1978 (1973-1992)

## Actividades
La actividad del Patronato se extendió a la creación de Museos (Casa del Greco en Toledo) y restauración de monumentos.
Sin embargo es de destacar la importante labor editorial a través de la publicación de guías y folletos de todas las provincias españolas. También se recoge en estas publicaciones el patrimonio artístico español. Son obras de pequeño formato donde se recogen numerosas fotografías realizadas por los más importantes fotógrafos de cada lugar.
El Patronato crea también las Juntas Locales de Turismo.
Comienza a desarrollar la red de Paradores de Turismo que permiten mantener Castillos y Palacios que, de otra manera, habrían acabado en la ruina, y levanta doce albergues de carretera en los márgenes de éstas, para prestar servicio de restauración y/ó alojamiento al turista que se desplaza en automóvil . Establece la primera Guía de Hoteles y crea también el Libro de Reclamaciones.
Apoya numerosas exposiciones que van dando a conocer el patrimonio artístico en España y en el extranjero. Edita libros y carteles para la divulgación de las obras de arte y monumentos. 
Es de destacar la labor fotográfica que desempeña pues en sus fondos se van integrando fotos de los archivos de Otto Wunderlich, Ksado, Lladó, Loty, Truyol, Roisin etc. También se integran parte de los fondos de los archivos Laurent (adquirido por el fotógrafo Joaquín Ruiz Vernacci y que forman parte hoy de los Archivo General de la Administración, así como el gran archivo de fotografía monumental del Archivo Más que tenía recogido prácticamente todo el Patrimonio Monumental de España.
La actividad fotográfica ha continuado durante la época de la Dirección General de Turismo donde se incorporan fotos de José Ortiz Echagüe, Cecilio Paniagua, Francesc Català Roca, Kindel entre otros grandes fotógrafos. Las fotografías antiguas de la Dirección General de Turismo y del Patronato de Turismo constituyen un fondo documental que recoge la historia de España, sus monumentos, sus gentes y sus pueblos entre 1928 y 1990.
En esa época se crearon slongans como “Spain is different” o la participación de Miro en carteles de promoción de la imagen de España en el mundo

### Trabajo bibliográfico
Son numerosas las publicaciones que la Dirección General de Turismo realizó con sus fondos propios y los procedentes del Patronato Nacional, ilustrados con fotografías.
Entre otros muchos se pueden mencionar los siguientes
- Apología Turística de España, Rafael Calleja 1943. Publicaciones de la Dirección General del Turismo, Madrid, 1943. 439 fotografías de paisajes, monumentos y aspectos típicos españoles.
- Nueva Apología Turística de España, Rafael Calleja 1957. Madrid, Publicaciones de la Dirección General de Turismo, 1957. 484 fotografías por Kindel, Vallmitjana, Mas, Gudiol, Foradada, Lladó, Paniagua, Muller, Loty, Marqués de Santa María del Villar, Wunderlich, Samot, Andrada, Loygorri, Gillon, Muro, Ortiz Echagüe,R.Vernacci, Sánchez etc.
- Los pueblos blancos de España. Madrid, Publicaciones de la Dirección General del Turismo, s.a. (c. 1950). Fotografías b/n. por Domingo, Kindel, Mas, Muro, Ortiz Echagüe, Paniagua, Vallmitjana
- La Semana Santa española. Madrid, Publicaciones de la Dirección General del Turismo, s.a. (c. 1950).. Fotografías b/n. por Abellán, Amores, Baras, Campos, Casau, El Trébol, Hernández Gil, Kindel, Pérez Bermúdez, Raimundo, Rodríguez, Saez, Serrano, Torres Molina.

## Catálogo Monumental de España
En el Archivo General de la Administración sito en Alcalá de Henares se encuentra recogida la “Serie Patronato Nacional de Turismo” que engloba fotografías, carteles y folletos etc.
Su fondo fotográfico está formado por 80.975 fotografías de las cuales 3.681 están a disposición en Internet a través de una aplicación de Google Earth que permite una visión de las mismas tanto por fotógrafos como por lugares representados
En dicha aplicación se pueden ver, entre otras, fotografías antiguas de diferentes fotógrafos de España, a título de ejemplo los siguientes:
Otto Auer (Santa Cruz de Tenerife), Guillermo M. Bestard (Baleares), Fernando de Cevallos (Cantabria), Celestino Collada (Asturias), E. Desfilis ( Valencia), Rafael Garzón (Granada , Córdoba) , Ksado (La Coruña), L. Roisin (Alicante), J. Laurent (Tarragona), Lladó (Alava, Albacete, Madrid), Loty (Asturias), Marqués de Santa María del Villar (Asturias, Ávila, Cantabria), Archivo Mas (Barcelona), Juan Mora Insa (Aragón), Francisco Olivenza (Badajoz), Pacheco Vigo (Galicia), Tomas Quintana –Samot (Santander), Joaquín Ruiz Vernacci (Ávila), Antonio Vadillo (Burgos), Otto Wunderlich (Valencia, Asturias).